# Primer Ejército General (Japón)
El Primer Ejército General (第1総軍 (日本軍) Dai-ichi Sōgun) fue un grupo de ejército del Ejército Imperial Japonés responsable de la defensa del este y norte de Honshū, incluidas las regiones de Tōkai y Kantō durante la etapa final de la Guerra del Pacífico.

## Historia
El Primer Ejército General fue creado el 8 de abril de 1945, con la disolución del Mando de Defensa General en el Primer y Segundo Ejército General. Era esencialmente una guardia y guarnición domésticas, responsables de la defensa civil, las defensas antiaéreas y la organización de células para la guerra de guerrillas en previsión de la invasión aliada proyectada de las islas de origen japonesas en la Operación Downfall (u Operación Ketsugō (決号作戦 Ketsugō sakusen ) en terminología japonesa). Aunque su territorio abarcaba todo el norte de Japón, su misión principal era garantizar la seguridad de la región poblada de Kanto, que incluía a Tokio. Sus fuerzas consistían principalmente de reservistas pobremente entrenados y pobremente armados, estudiantes reclutados y milicias de guardias domésticos.
El Primer Ejército General permaneció activo durante varios meses después de la rendición de Japón para ayudar a mantener el orden público hasta la llegada de las fuerzas de ocupación estadounidenses, y para supervisar la desmovilización y disolución finales del Ejército Imperial Japonés.

## Comandantes

### Oficiales al mando
|   | Nombre                            | Desde                    | Hasta                    |
| - | --------------------------------- | ------------------------ | ------------------------ |
| 1 | Mariscal de Campo Hajime Sugiyama | 7 de abril de 1945       | 12 de septiembre de 1945 |
| 2 | General Kenji Doihara             | 14 de septiembre de 1945 | 23 de septiembre de 1945 |
| 3 | General Yoshijirō Umezu           | 23 de septiembre de 1945 | 1 de octubre de 1945     |
| 4 | General Masakazu Kawabe           | 1 de octubre de 1945     | 30 de noviembre de 1945  |

### Jefes de Estado Mayor
|   | Nombre                         | Desde              | Hasta                 |
| - | ------------------------------ | ------------------ | --------------------- |
| 1 | Teniente General Einosuke Sudo | 6 de abril de 1945 | 30 de octubre de 1945 |